# Симеон Самоковски
Свети свещеномъченик Симеон (Стефан) Самоковски и Софийски Чества се на 21 август. Един от 9-те софийски светци. Покровител на Самоков. Образът му за пръв път е рисуван на стенопис от самоковския зограф Никола Образописов през 70-те години на 19 в.
Светското име на Симеон Самоковски е Симеон Попович. Мястото и датата на раждане са неизвестни. Симеон става Самоковски митрополит на 28 август 1734 г. В Самоков по това време се служи единствено в малката средновековна Бельова църква, затова поради липса на голям храм в града фактическото седалище на митрополит Симеон е Дупница. По време на Руско-Австро-турската война (1735-1739), подкрепян от висши духовници, включително от сръбско-българския Ипекски патриарх Арсений ІV, в чийто диоцез тогава влиза Самоковска епархия, митрополитът става начинател и предводител на един заговор срещу османската власт, известен като Въстание на архиереите в Софийско и Самоковско. Център на заверата е Mанастирa „Св. Спас“ над софийското село Долни Лозен, дълбоко в Лозенската планина. Турците узнават за съзъклятието и в края на юли и началото на август 1737 г. по заповед на Али паша Кюпрюлюоглу, командващ турските войски на австрийския фронт, като превантивна репресивна мярка са избити към 350 софийски граждани, свещеници, монаси и хора от околните села. Към 20 юли митрополитският дом е разбит и ограбен, владиката е вързан от турците в Дупница, окован и хвърлен в тъмница, където тежко е измъчван 23 дни. Към 18 август самоковският митрополит, с изстръгната брада и коса, целият в кръв и рани, във вериги, с железни топузи на краката е докаран в София. Затворен е в турските казарми (където по-късно бива хвърлен и Левски), измъчван и насилван да се потурчи в продължение на още три дни. След показана твърдост е съден като главен организатор и водач на заверата срещу султана и по заповед на Али паша е обесен в София на 21 август 1737 г. зад църквата "Света София", където след години е вдигната и бесилката на Васил Левски. Има много приписки за чудото, станало при обесването му – първо бесилката се счупила, после въжето се скъсало, но го бесили трети път и той издъхнал. Висял три дни на въжето, докато то отново се скъсало. Срахувайки се от преклонението и упованието в още един български герой и софийски светец-мъченик, Али паша забранил Симеон да бъде погребан в София и тялото му без много шум бива пренесено в Самоков.
Мощите на светеца са намерени в Бельова църква, когато в 1994 г. при разкопки археологът Веселин Хаджиангелов открива в притвора, вляво зад вратата, гроб с останки от костите му, евангелие, митрополитски жезъл и златоткани архиерейски одежди. Известна е и еднa саморъчно оставена от св. Симеон Самоковски в ръкопис на Рилския манастир бележка, съобщаваща за неговото посещение там и написана на хубав български език с красив почерк и подпис. След 2000 г. е установено, че митрополит Симеон Самоковски е канонизиран като мъченик за вярата. Той е тачен, а днес и прогласен, за покровител на град Самоков. Датата на обесването му, 21 август, се отбелязва с почести и е обявена за ден на града.